# Бухарово (Московская область)
Бухарово — деревня в Московской области России. Входит в городской округ Солнечногорск. Население — 4 чел. (2010).

## География
Деревня Бухарово расположена на севере Московской области, в восточной части округа, примерно в 16 км к юго-востоку от центра города Солнечногорска, в 28 км к северо-западу от Московской кольцевой автодороги, на Большом кольце Московской железной дороги, в 1 км от Московского малого кольца А107.
К деревне приписано одно садоводческое некоммерческое товарищество. Связана автобусным сообщением с городом Зеленоградом. Ближайшие населённые пункты — деревня Кочугино и посёлок Майдарово.

## Население
| 1852 | 1859 | 1890 | 1899 | 1926 | 1966 |
| ---- | ---- | ---- | ---- | ---- | ---- |
| 48   | ↘44  | ↘30  | ↗53  | ↗75  | ↘58  |
| 1998 | 2002 | 2010 |      |      |      |
| ↘6   | ↘4   | →4   |      |      |      |

## История
Бухарево, сельцо 6-го стана, Г-жи Нагорской, крестьян 25 душ м. п., 23 ж., 9 дворов. Господский дом, 42 версты от Тверской заставы, направо в 4 верстах.— Нистрем К. Указатель селений и жителей уездов Московской губернии, 1852
В «Списке населённых мест» 1862 года Бухарева (Бухарово) — владельческая деревня 6-го стана Московского уезда Московской губернии между Санкт-Петербургским шоссе и Рогачёвским трактом, в 45 верстах от губернского города, при речке Ключевой, с 9 дворами и 44 жителями (23 мужчины, 21 женщина).
По данным на 1890 год — сельцо Дурыкинской волости Московского уезда с 30 душами населения.
В 1913 году — 12 дворов, при селении находилось имение Рихтер и фабрика аптекарских оплаток.
По материалам Всесоюзной переписи населения 1926 года — деревня Качугинского сельсовета Бедняковской волости Московского уезда в 6 км от Ленинградского шоссе и 10 км от станции Поворово Октябрьской железной дороги, проживало 75 жителей (36 мужчин, 39 женщин), насчитывалось 19 хозяйств, среди которых 13 крестьянских.
С 1929 года — населённый пункт в составе Солнечногорского района Московского округа Московской области. Постановлением ЦИК и СНК от 23 июля 1930 года округа как административно-территориальные единицы были ликвидированы.
1929—1957 гг. — деревня Литвиновского сельсовета Солнечногорского района.
1957—1959 гг. — деревня Литвиновского сельсовета Химкинского района.
1959—1960 гг. — деревня Пешковского сельсовета Химкинского района.
1960—1963, 1965—1994 гг. — деревня Пешковского сельсовета Солнечногорского района.
1963—1965 гг. — деревня Пешковского сельсовета Солнечногорского укрупнённого сельского района.
В 1994 году Московской областной думой было утверждено положение о местном самоуправлении в Московской области, сельские советы как административно-территориальные единицы были преобразованы в сельские округа.
С 1994 до 2006 гг. деревня входила в Пешковский сельский округ Солнечногорского района.
С 2005 до 2019 гг. деревня включалась в Пешковское сельское поселение Солнечногорского муниципального района.
С 2019 года деревня входит в городской округ Солнечногорск, в рамках администрации которого относится с территориальному управлению Пешковское.